# Yamagata (Nagano)
Yamagata (jap.: 山形村, -mura) ist ein Dorf in Higashichikuma-gun in der Präfektur Nagano auf der japanischen Hauptinsel Honshū.

## Geografie
Yamagata hat eine Fläche von 24,94 km² und 8.468 Einwohner (Stand: 1. Februar 2010). Es liegt im Südwesten des Matsumototals am Fuße des Hida-Gebirges. Angrenzende Kommunen sind die Großstadt (shi) Matsumoto sowie das ebenfalls zum Higashichikuma-gun gehörende Dorf Asahi.
Aufgrund seiner Nähe zu den Großstädten Matsumoto und Shiojiri hat in den letzten Jahren in Yamagata ein stetiges Bevölkerungswachstum und damit eine schleichende Verstädterung stattgefunden. Gewerbegebiete mit großen Einkaufszentren haben sich hier in den letzten Jahren angesiedelt. Es wird prognostiziert, dass sich Yamagata zu einer Art "Schlafstadt" für Matsumoto und Shiojiri entwickelt.

## Geschichte
In der Edo-Zeit gehörte die Gegend in und um Yamagata zum Takatō-han. Als moderne Verwaltungseinheit entstand es am 1. April 1889 und hat bis heute an keiner Gebietsreform teilgenommen.

## Verkehr
Durch Yamagata führen weder Bahnlinien noch eine Nationalstraße. Die nächstgelegenen Bahnhöfe sind Shiojiri und Hata. Ein Linienbus verbindet das Dorfzentrum mit dem Bahnhof Matsumoto.

## Bildungseinrichtungen

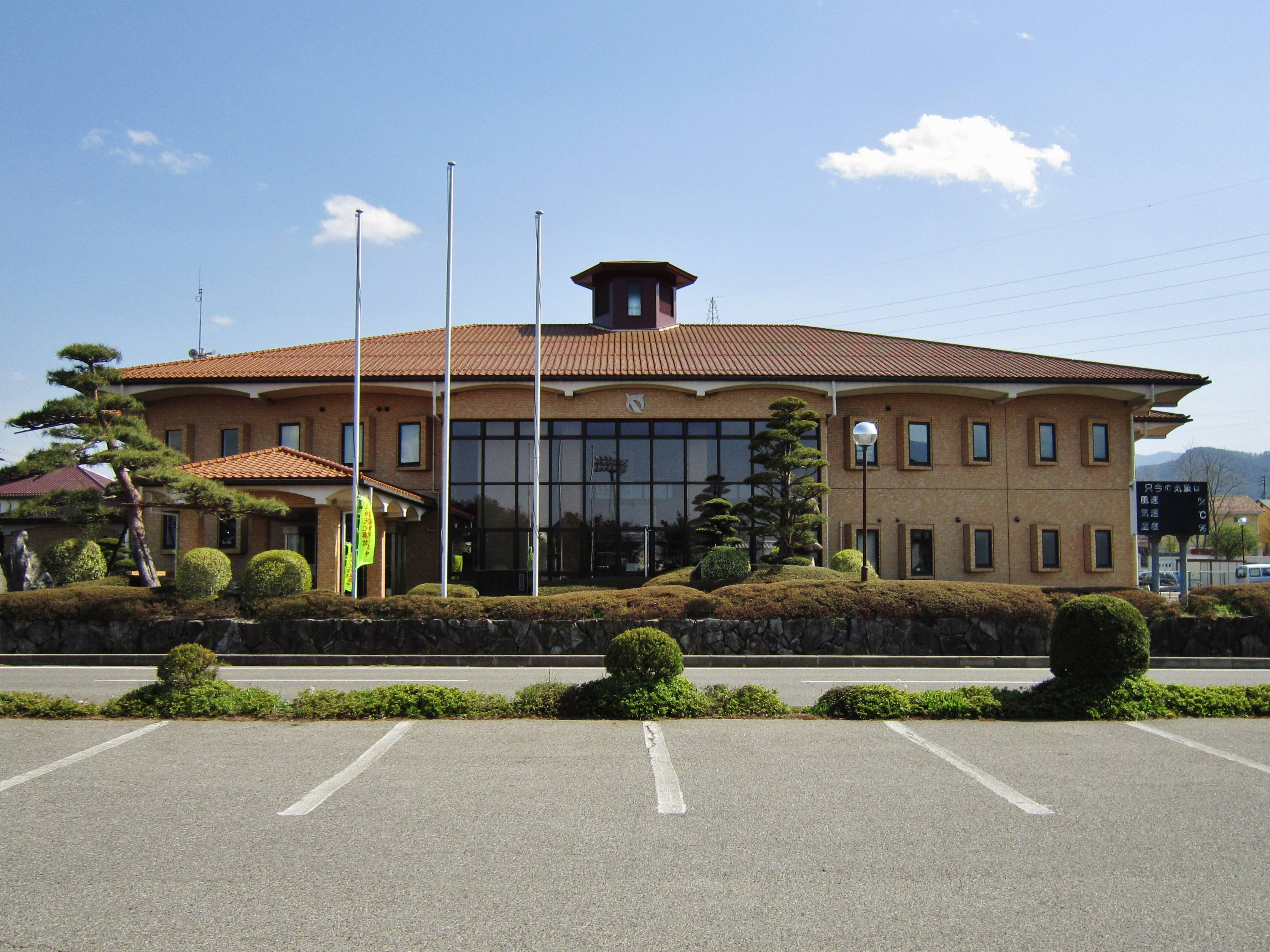
Rathaus

Yamagata unterhält eine Grundschule und zusammen mit dem benachbarten Asahi eine Mittelschule.